# Pieni Miehalanjärvi
Pieni Miehalanjärvi är en sjö i kommunen Leppävirta i landskapet Norra Savolax i Finland. Den är 1,5 meter djup. Arean är 42 hektar och strandlinjen är 4,73 kilometer lång. Sjön  ingår i Vuoksens huvudavrinningsområde.   Den ligger omkring 63 kilometer söder om Kuopio och omkring 300 kilometer nordöst om Helsingfors. 